# 圣诞蛋糕
聖誕蛋糕（英語：Christmas cake）是英國、愛爾蘭和許多英聯邦國家在聖誕節時吃的水果蛋糕。在日本，人們習慣在平安夜吃聖誕蛋糕，通常由一塊簡單鬆糕，糖霜與奶油構成，用草莓和聖誕巧克力或其它季節性水果糕點裝飾。